# 塔布
塔布（法語：Tarbes，法語發音：[taʁb]），法国西南部城市，奥克西塔尼大区上比利牛斯省的一个市镇，也是该省的省会的人口最多的城市，其市镇面积为15.33平方公里，2022年1月1日时的人口数量为44,529人，在法国城市中排名第175位。
塔布位于比利牛斯山北麓，是一个区域性的工商业中心城市，因其地理位置相对偏远，历史上曾成为法国重要的大后方，并出现了多处军工设施。塔布也因国立种马场和塔布青豆而闻名，空中客车和阿尔斯通在塔布设有重要的加工厂。
法国将军费迪南·福煦出生于塔布。

## 地名来源
“塔布”一名来源于拉丁语“比戈尔地区的土城”（拉丁語：Civitas Turba ubi castrum Bigorra），其中“Turba”在现代法语中写为，意为泥炭。这一名称可能与当地所处的比利牛斯山北麓的冲积带有关。
此外，尽管词根相近，但是“塔布”一名并非来源于高卢部落塔贝尔人，后者定都达克斯，距离塔布约100公里，和塔布属于同一地理区域，但两者在词源上并无直接关联。

## 历史

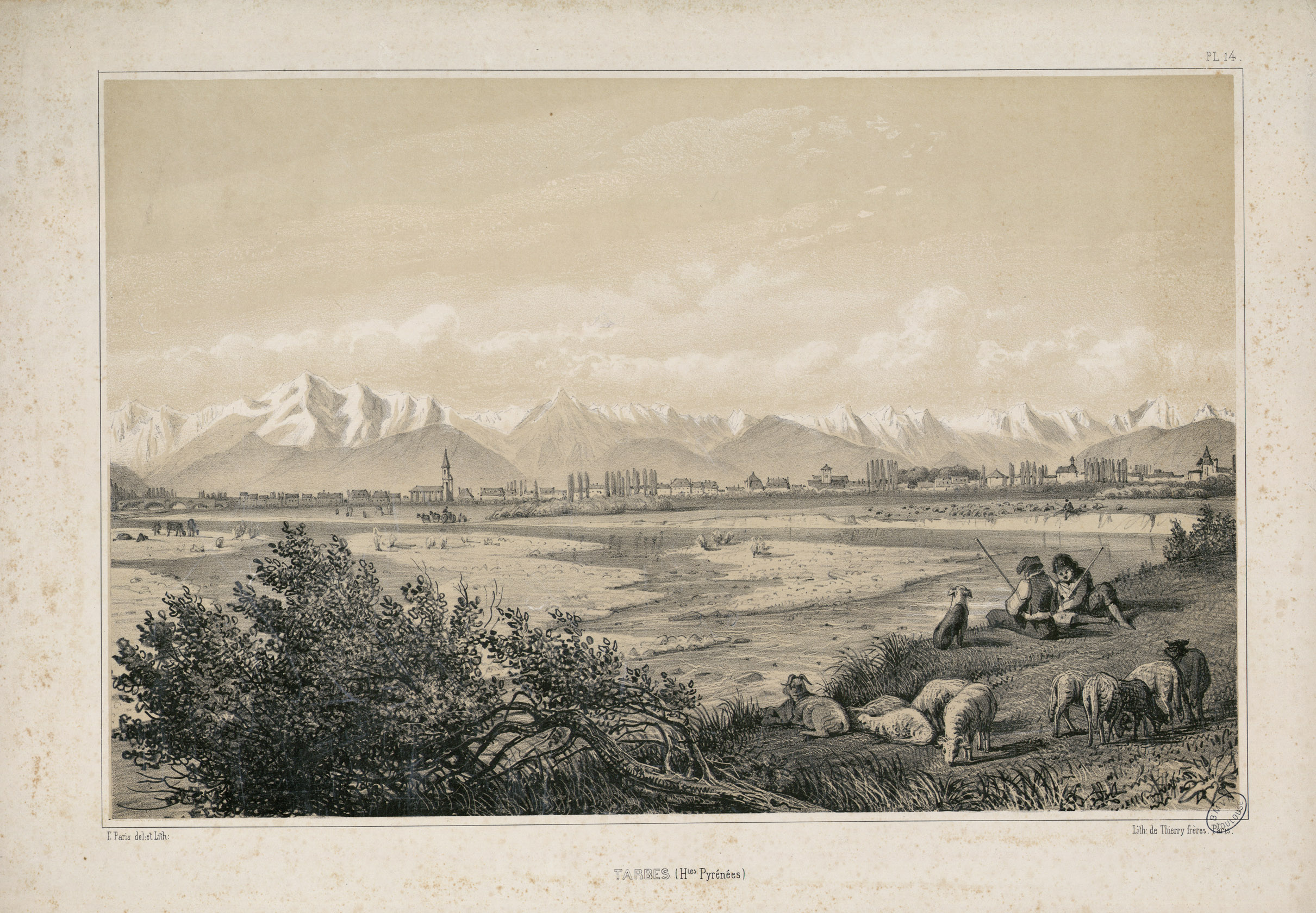
19世纪的塔布

高卢时期，比盖尔人在此活动。罗马人入侵后，塔布属于诺文波普拉尼亚，并因地处阿杜尔河的一处浅滩附近而成为进入比利牛斯山前的重要的渡口，并随着盐业运输而发展成为了一个盐业贸易中心。公元五世纪，西哥特人入侵这一地区，塔布建立了防御工事，但在公元840年被维京人攻破。公元9世纪时，比戈尔伯国定都塔布，后于公元1425年被富瓦的约翰一世继承，成为法兰西王国的一部分。公元17世纪法国宗教战争时期，胡安娜三世率领新教徒烧毁了塔布大教堂。法国大革命后，比戈尔地区组建成为上比利牛斯省，塔布成为省会。拿破仑一世于1806年在此建立塔布国家种马场，并成功培养出英伦-阿拉伯种马。普法战争失败后，原位于首都巴黎附近的默东军工厂迁至塔布；第二次世界大战期间，塔布再次成为法国大后方，索米尔骑士学校迁至塔布，并在当地和本土种马结合而产出纳瓦尔种马，此后其分支法国第一跳伞-骡骑兵队定址于塔布。二战后，塔布逐渐发展成为重要的科教和工商业城市，空中客车的重要分工厂Tarmac Aerosave设于塔布附近。

## 地理

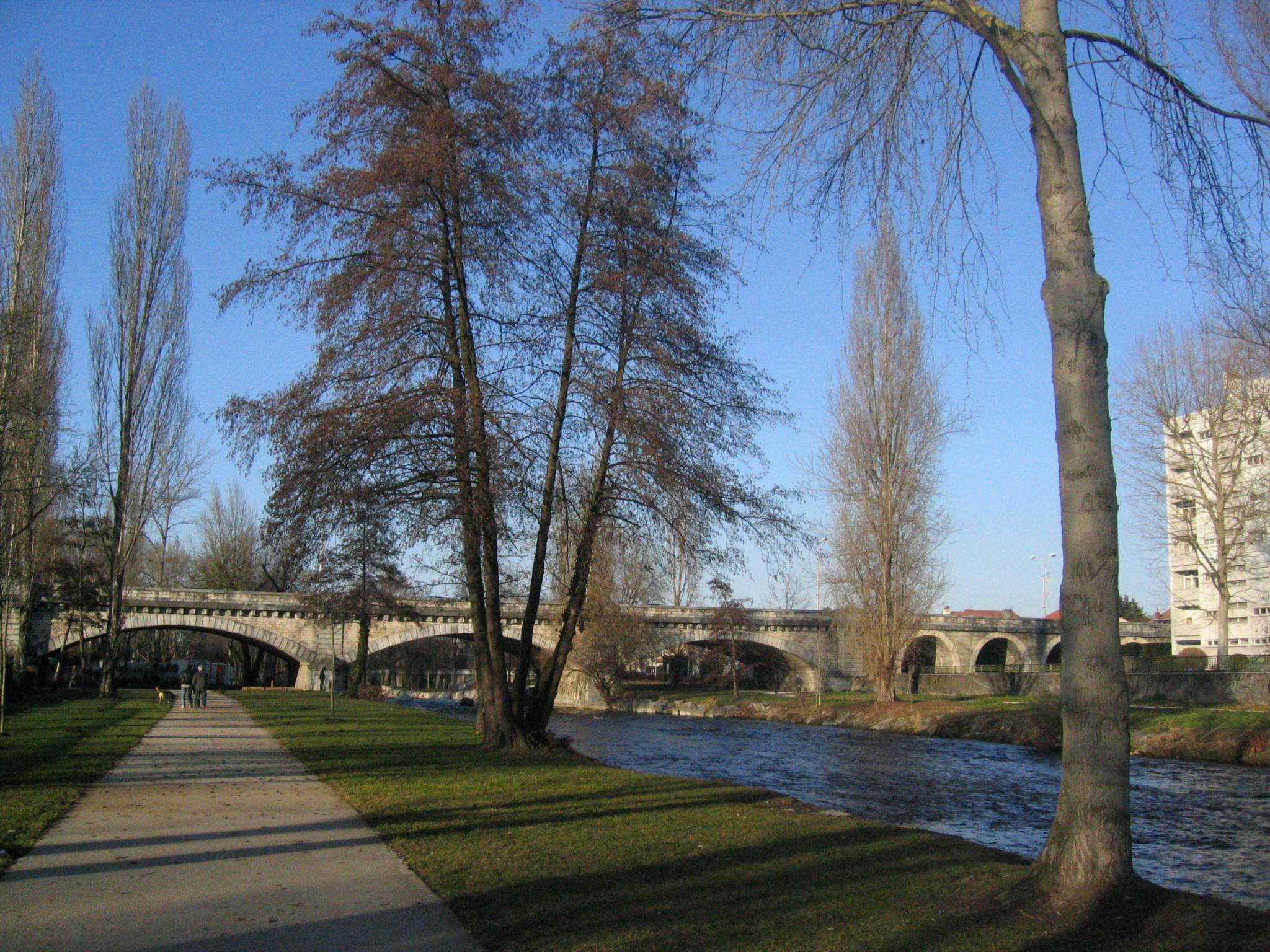
流经塔布市区的阿杜尔河

塔布位于法国西南部，奥克西塔尼大区西南部和上比利牛斯省西北部，距离大区首府图卢兹大约145公里，距离法国首都巴黎约827公里。与塔布接壤的市镇包括：昂德雷斯特、欧雷扬、埃谢兹河畔博代尔、布尔、伊博斯、瑞扬、拉卢贝尔、奥多斯、塞梅阿克、苏斯。

### 地形
塔布位于阿基坦盆地和比利牛斯山的过渡地带，境内地势自南向北逐渐降低，市区内地形较为平坦，海拔在284到326米之间。

### 水文
阿杜尔河自南向北流经塔布市区东部，部分河段水流湍急，开辟有漂流航道。

### 气候
塔布在柯本气候分类法中属于带有地中海特征的温带海洋性气候（Cfb），夏季炎热干燥，冬季温和多雨。受比利牛斯山焚风现象的影响，塔布在冬季常出现远高于同纬度地区的天气出现。最低气温记录是1985年1月的−17.9 °C（−0.2 °F），最高气温出现在2003年8月的39 °C（102 °F）。
塔布与法国主要城市气候情况对比表：
| 城市     | 日照（小时/年） | 降雨（毫米/年） | 降雪（日/年） | 暴风雨（日/年） | 雾天（日/年） |
| -------- | --------------- | --------------- | ------------- | --------------- | ------------- |
| 巴黎     | 1,630           | 642             | 15            | 19              | 13            |
| 尼斯     | 2,694           | 767             | 1             | 31              | 1             |
| 圖盧茲   | 2,010           | 656             | 7             | 26              | 44            |
| 波城     | 1,850           | 1069            | 6             | 27              | 42            |
| 塔布     | 1,940           | 975             | 9             | 29              | 31            |
| 全国平均 | 1,973           | 770             | 14            | 22              | 40            |

| 塔布1981–2010年（海拔高度：360米）             | 塔布1981–2010年（海拔高度：360米） | 塔布1981–2010年（海拔高度：360米） | 塔布1981–2010年（海拔高度：360米） | 塔布1981–2010年（海拔高度：360米） | 塔布1981–2010年（海拔高度：360米） | 塔布1981–2010年（海拔高度：360米） | 塔布1981–2010年（海拔高度：360米） | 塔布1981–2010年（海拔高度：360米） | 塔布1981–2010年（海拔高度：360米） | 塔布1981–2010年（海拔高度：360米） | 塔布1981–2010年（海拔高度：360米） | 塔布1981–2010年（海拔高度：360米） | 塔布1981–2010年（海拔高度：360米） |
| 月份                                           | 1月                                | 2月                                | 3月                                | 4月                                | 5月                                | 6月                                | 7月                                | 8月                                | 9月                                | 10月                               | 11月                               | 12月                               | 全年                               |
| ---------------------------------------------- | ---------------------------------- | ---------------------------------- | ---------------------------------- | ---------------------------------- | ---------------------------------- | ---------------------------------- | ---------------------------------- | ---------------------------------- | ---------------------------------- | ---------------------------------- | ---------------------------------- | ---------------------------------- | ---------------------------------- |
| 历史最高温 °C（°F）                            | 22.6 (72.7)                        | 29.2 (84.6)                        | 29.1 (84.4)                        | 30.1 (86.2)                        | 32.9 (91.2)                        | 37.9 (100.2)                       | 38.2 (100.8)                       | 39.0 (102.2)                       | 35.8 (96.4)                        | 33.8 (92.8)                        | 27.6 (81.7)                        | 26.1 (79.0)                        | 39.0 (102.2)                       |
| 平均高温 °C（°F）                              | 10.3 (50.5)                        | 11.3 (52.3)                        | 14.2 (57.6)                        | 15.8 (60.4)                        | 19.5 (67.1)                        | 22.8 (73.0)                        | 25.1 (77.2)                        | 25.2 (77.4)                        | 22.8 (73.0)                        | 19.0 (66.2)                        | 13.7 (56.7)                        | 11.0 (51.8)                        | 17.6 (63.7)                        |
| 平均低温 °C（°F）                              | 1.0 (33.8)                         | 1.5 (34.7)                         | 3.7 (38.7)                         | 5.6 (42.1)                         | 9.5 (49.1)                         | 12.8 (55.0)                        | 14.9 (58.8)                        | 14.9 (58.8)                        | 11.9 (53.4)                        | 8.7 (47.7)                         | 4.3 (39.7)                         | 1.8 (35.2)                         | 7.6 (45.7)                         |
| 历史最低温 °C（°F）                            | −17.9 (−0.2)                       | −14.4 (6.1)                        | −9.8 (14.4)                        | −3.4 (25.9)                        | −1.8 (28.8)                        | 2.3 (36.1)                         | 5.9 (42.6)                         | 5.3 (41.5)                         | 0.7 (33.3)                         | −3.3 (26.1)                        | −9.6 (14.7)                        | −13.4 (7.9)                        | −17.9 (−0.2)                       |
| 平均降水量 mm（）                              | 95.0 (3.74)                        | 81.1 (3.19)                        | 87.0 (3.43)                        | 111.7 (4.40)                       | 111.6 (4.39)                       | 78.0 (3.07)                        | 56.0 (2.20)                        | 68.1 (2.68)                        | 71.6 (2.82)                        | 88.1 (3.47)                        | 102.5 (4.04)                       | 96.7 (3.81)                        | 1,047.4 (41.24)                    |
| 平均降水天数（≥ 1.0 mm）                       | 10.6                               | 9.4                                | 10.2                               | 12.5                               | 13.1                               | 9.5                                | 7.1                                | 8.5                                | 8.6                                | 10.6                               | 10.0                               | 10.3                               | 120.3                              |
| 平均降雪天数                                   | 2.2                                | 2.1                                | 1.7                                | 0.6                                | 0.0                                | 0.0                                | 0.0                                | 0.0                                | 0.0                                | 0.0                                | 0.9                                | 1.7                                | 9.2                                |
| 平均相對濕度（％）                             | 81                                 | 78                                 | 76                                 | 77                                 | 78                                 | 78                                 | 77                                 | 79                                 | 78                                 | 81                                 | 82                                 | 82                                 | 78.9                               |
| 月均日照時數                                   | 118.3                              | 129.2                              | 169.2                              | 170.2                              | 189.1                              | 197.9                              | 204.9                              | 206.0                              | 189.8                              | 150.6                              | 117.5                              | 108.7                              | 1,951.2                            |
| 来源1：法国气象局（Météo France）              |                                    |                                    |                                    |                                    |                                    |                                    |                                    |                                    |                                    |                                    |                                    |                                    |                                    |
| 来源2：Infoclimat.fr （1961–1990年的降水数据） |                                    |                                    |                                    |                                    |                                    |                                    |                                    |                                    |                                    |                                    |                                    |                                    |                                    |

## 行政区划
塔布是法国奥克西塔尼大区上比利牛斯省的一个市镇，编号为65440，它也是上比利牛斯省的省会。塔布下辖塔布区，管理塔布第一县、第二县和第三县，是塔布-卢尔德-比利牛斯城市圈公共社区的中心市镇。
塔布市镇按照地理位置划为4个街区，并实行街区自治制度。
法国国家统计与经济研究所（简称）在进行数据统计时，将塔布及相邻的另外13个市镇设为塔布城市核心区，并将包括核心区在内的周边共110个市镇划为塔布城市区。同时，还将塔布市镇分为了24个“块区”（IRIS），以便于统计人口分布情况。

## 交通

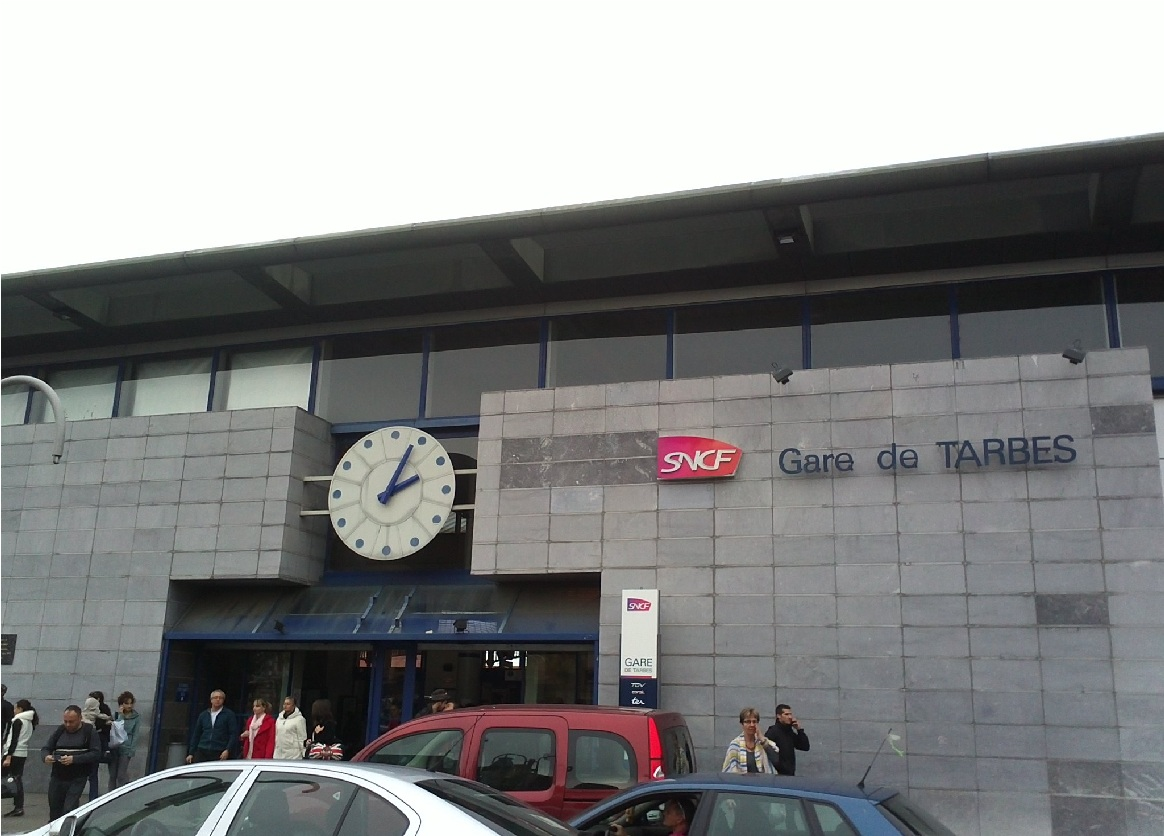
塔布火车站

### 公路
法国国家A64号高速公路经过塔布市区南部，并设有两个出入口可连接市区，此外，法国国道N21线和多条上比利牛斯省省道在塔布境内交汇。
奥克西塔尼大区公共交通开通由塔布前往欧什、波城和科特雷方向的巴士线路，其下属的上比利牛斯省城际客运则提供前往塔布周边主要市镇的校车线路。
2015年，61%的塔布家庭拥有至少一辆的私人汽车。2016年，塔布境内共发生各类交通事故32起，造成1人遇难，46人受伤。

### 铁路
塔布位于图卢兹－巴约讷铁路线上，历史上还有莫尔桑斯－比戈尔地区巴涅尔铁路在此交汇，但后者在塔布附近的路段已停止客运服务。塔布站是塔布境内唯一的客运铁路车站，该站每天开行始发前往巴黎的TGV列车，途径波城、达克斯、波尔多等地，在2017年7月南欧大西洋高速铁路建成以前，该列车全程运行时间超过六个半小时，是当时由巴黎出发运行时间最长的国内高铁线路，现已缩短至五小时左右；彼时，塔布站还经停一班直达巴黎的夜班列车，现已取消。除此之外，塔布站每天经停往返于图卢兹和昂代之间的城际列车，同时开行前往巴约讷、达克斯等地的区域列车。

### 航空

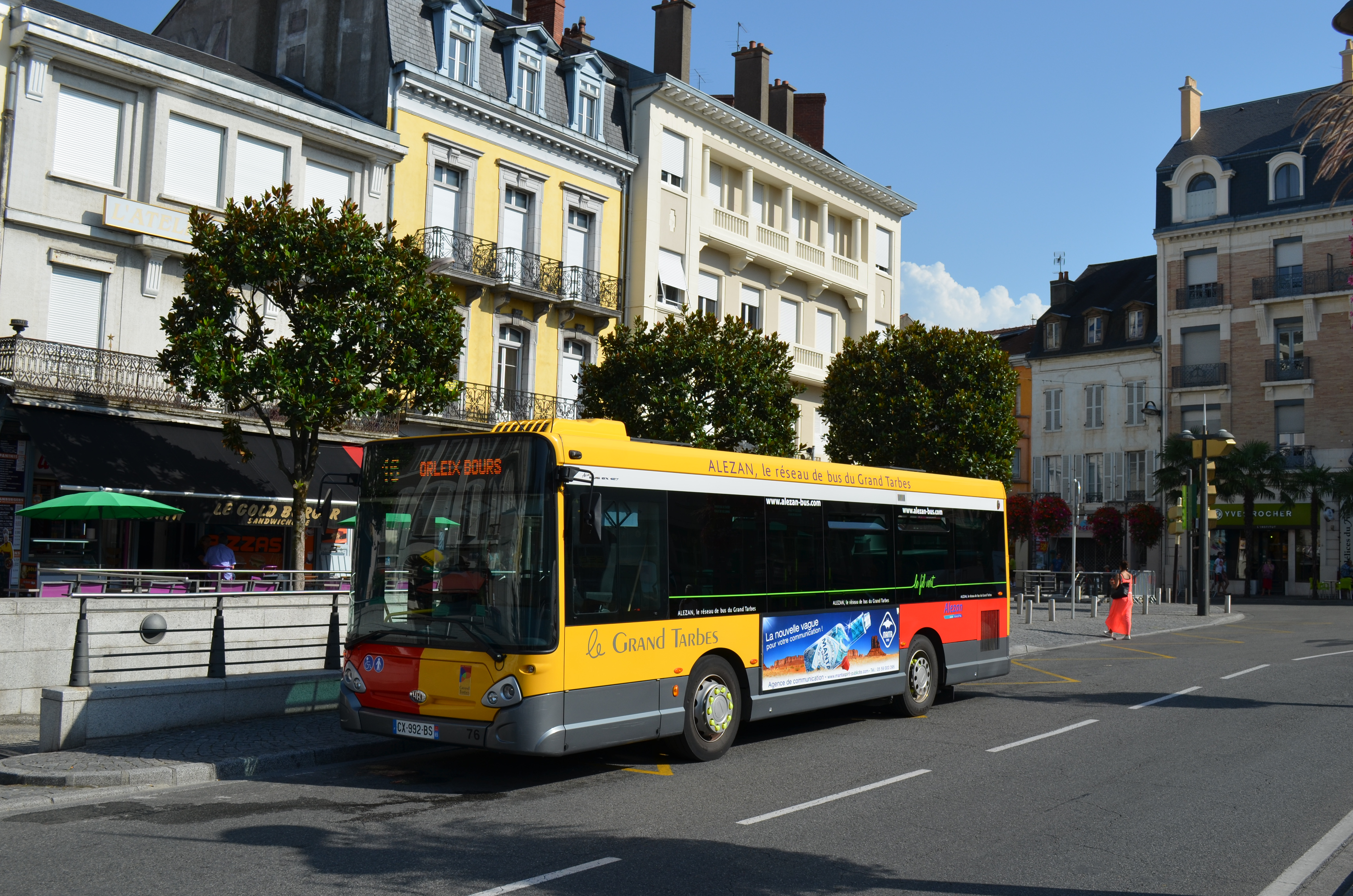
塔布公交16路

塔布-卢尔德-比利牛斯机场位于塔布市区西南大约14公里处，是一个民用航空机场，每天开行直达巴黎、伦敦、米兰、罗马、里斯本、克拉科夫和都柏林等地的常规航线。

### 城市公共交通
塔布城市公共交通（商业名称为）是当地的城市公共交通系统，下辖18条常规公交线路、3条市区摆渡车专线、2条定制公交线路和多条校车线路，其线路网覆盖了塔布市区及周边主要市镇。

## 政治

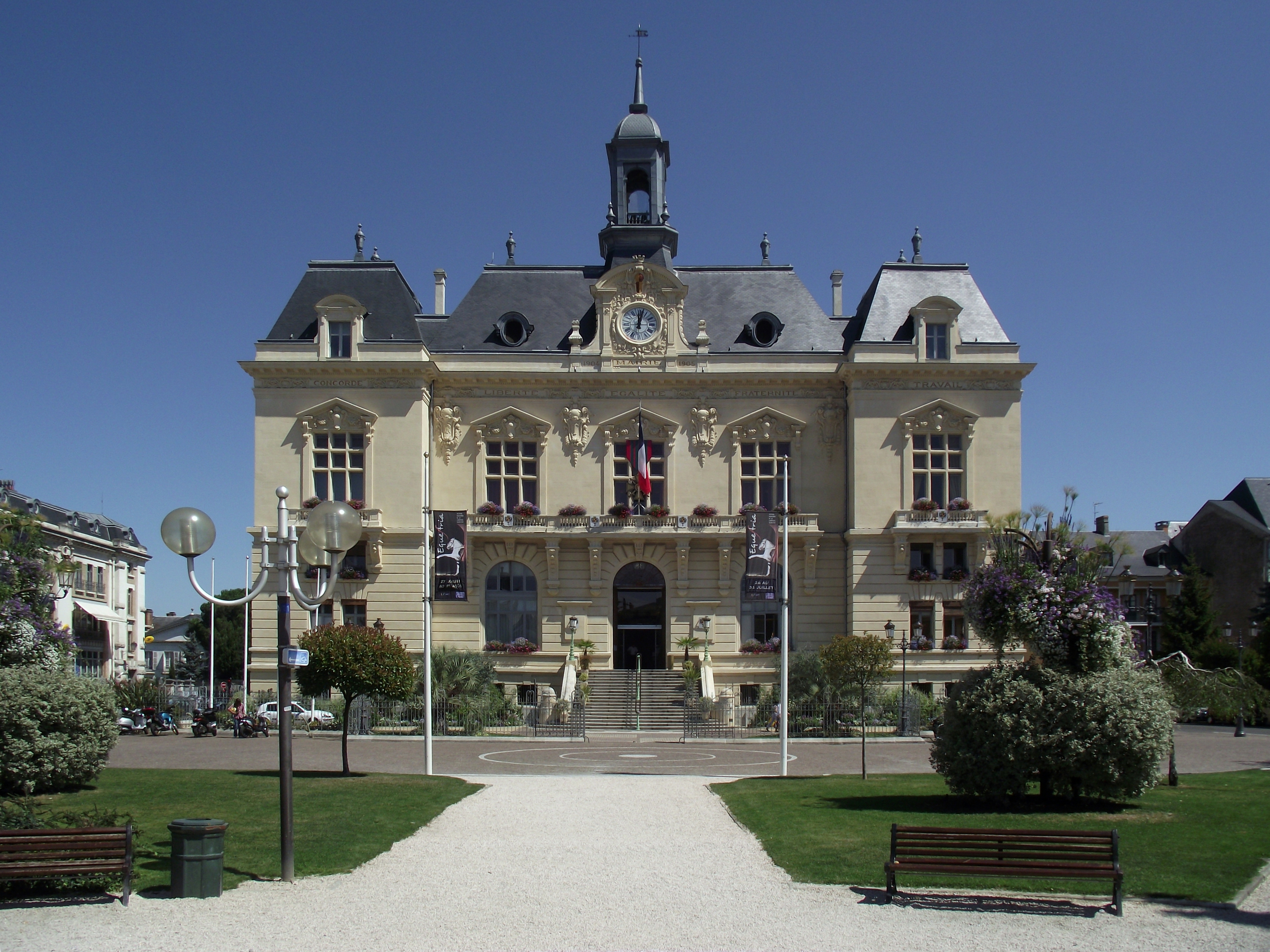
塔布市政厅

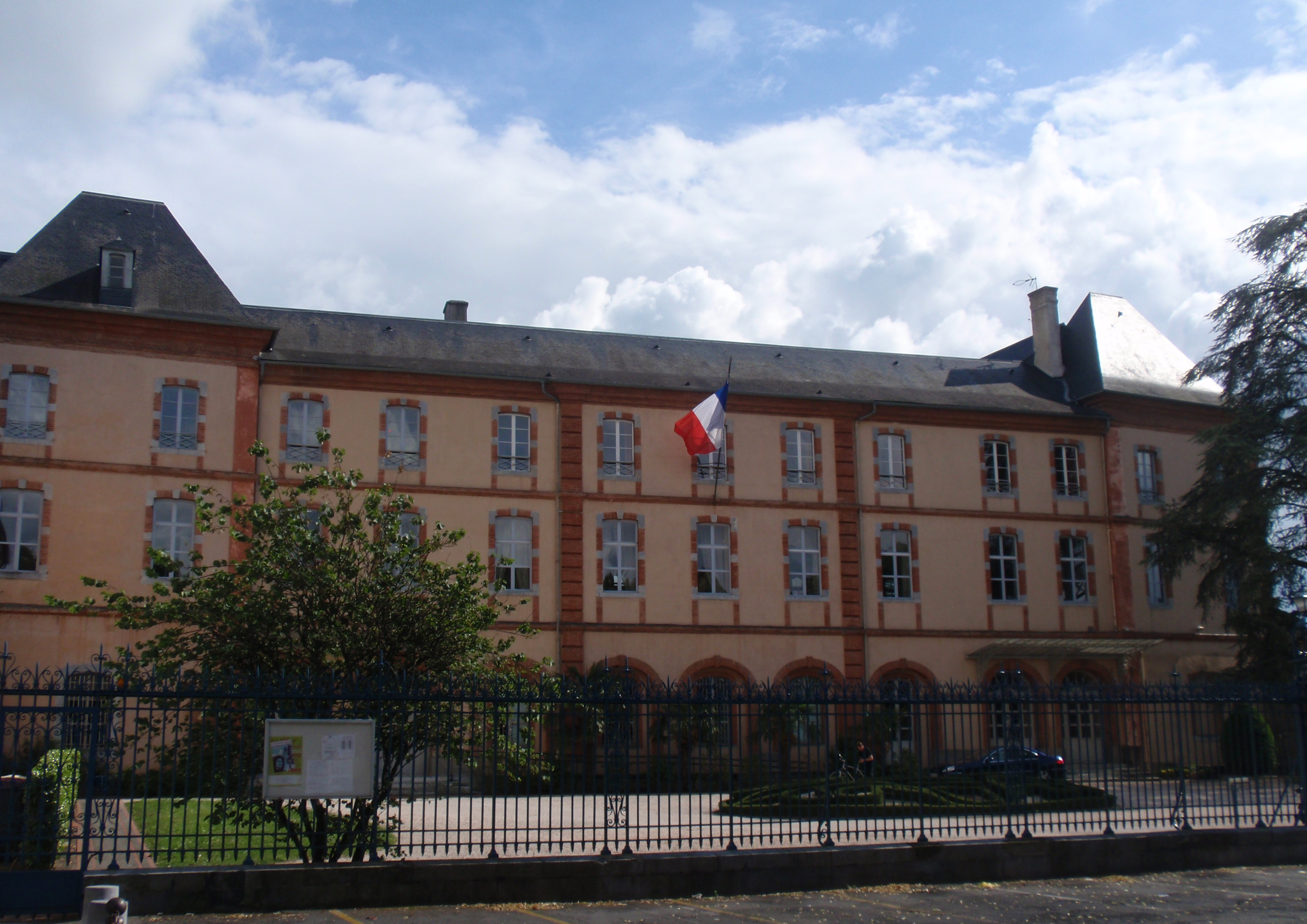
上比利牛斯省政府大楼

塔布的现任市长为热拉尔德·特雷梅热先生，他在2014年的市政选举中获得了52.95%的支持率，在2020年的市政选举中则获得52.79%的支持率。2017年的法国总统大选中，法国第25任总统埃马纽埃尔·马克龙在塔布获得了69.92%的支持率。
| 塔布历届市长       |                      |                                            |
| 任期               | 市长                 | 党派                                       |
| 1944年－1948年     | 皮埃尔·科乌          | 無黨籍                                     |
| 1948年－1953年     | 皮埃尔·布吕佐-格里耶 | MRP人民共和运动                            |
| 1953年（5月至7月） | 雷蒙·佩雷斯          | PCF法国共产党                              |
| 1953年－1959年     | 马塞尔·比埃          | SFIO工人国际法国支部                       |
| 1959年－1977年     | 保罗·布瓦里          | FNRI共和独立人士民族联盟                   |
| 1977年－1983年     | 保罗·夏特兰          | PCF法国共产党                              |
| 1983年－2001年     | 雷蒙·埃拉萨雷        | PCF法国共产党                              |
| 2001年－           | 热拉尔德·特雷梅热    | UDF法国民主联盟 →UMP人民运动联盟 →LR共和黨 |

## 人口
2017年，塔布市镇人口数量为41,518，在法国排名第175位。其中男性18,830人，女性21,488人，75岁及以上人口占12.7%，外籍人口数量为2,501人，人口密度为2,708人/平方公里，当地居民被称为（男性）或（女性）。2018年，塔布境内出生458人，死亡人口572人。
| 年份   | 1936   | 1946   | 1954   | 1962   | 1968   | 1975   | 1982   | 1990   | 1999   | 2006   | 2011   | 2016   | 2017   |
| ------ | ------ | ------ | ------ | ------ | ------ | ------ | ------ | ------ | ------ | ------ | ------ | ------ | ------ |
| 人口數 | 34,749 | 44,854 | 40,242 | 46,600 | 55,375 | 54,897 | 51,422 | 47,566 | 46,275 | 45,433 | 42,888 | 40,318 | 41,518 |

## 经济

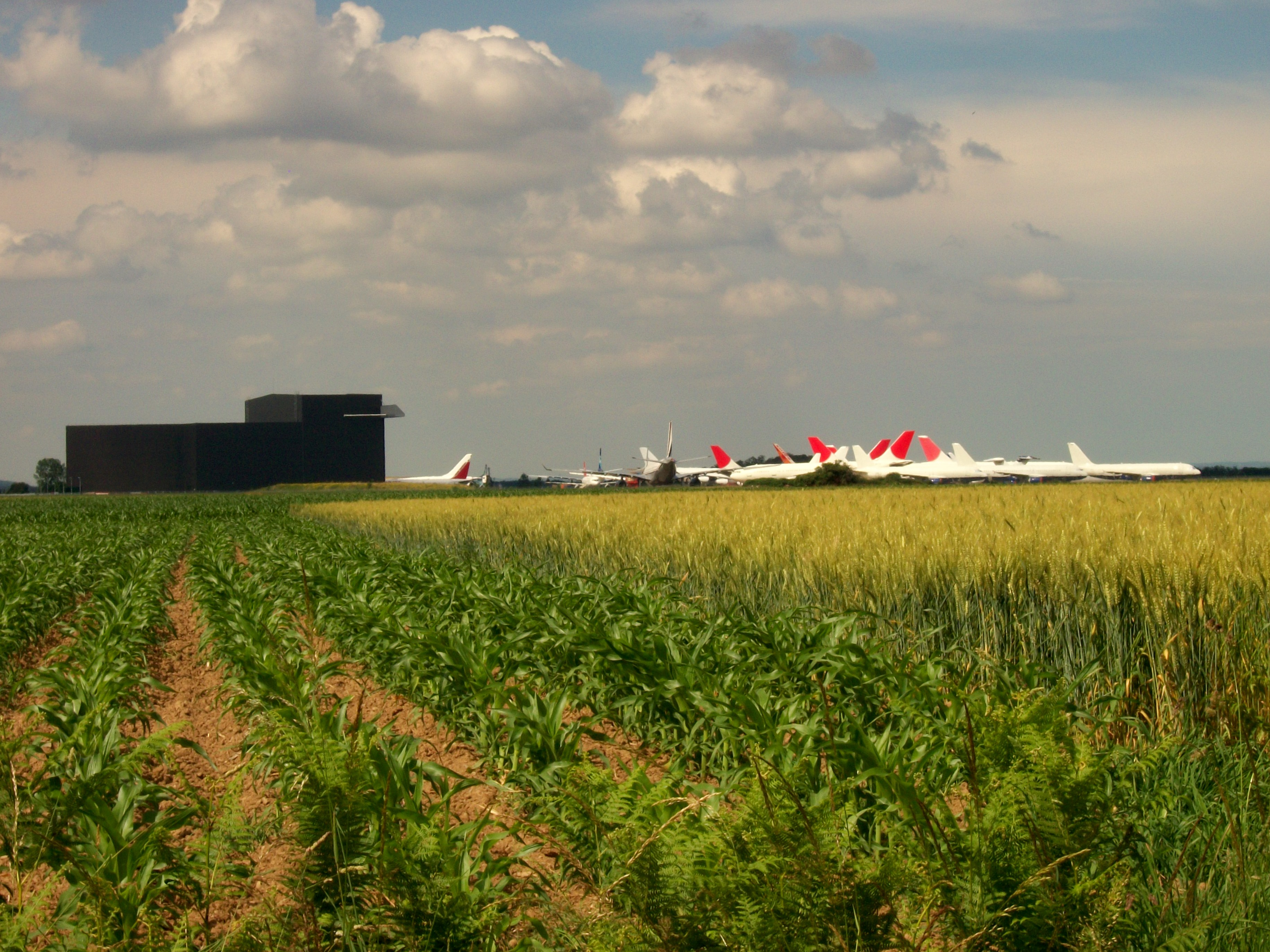
空中客车塔布工厂

塔布是一个区域性的工商业城市和科教中心，境内设有多处集中式工业开发区。空中客车在塔布设有大型航空拆解工厂——Tarmac Aerosave，并为当地带来了大量的就业岗位。塔布-上比利牛斯工商会总部设于塔布。

## 财政收入
2018年，塔布的财政收入总额为63,595,600欧元，财政支出总额为61,237,200欧元，当年的债务总额为47,026,000欧元。
2014年，塔布的人均收入总额为3,762欧元，其中高职人员为2,322欧元，普通职员为1,713欧元。
2016年，塔布境内的青壮年（15至64岁）失业率为21.9%，当地33.6%的家庭拥有纳税资格。

## 社会事务

### 教育

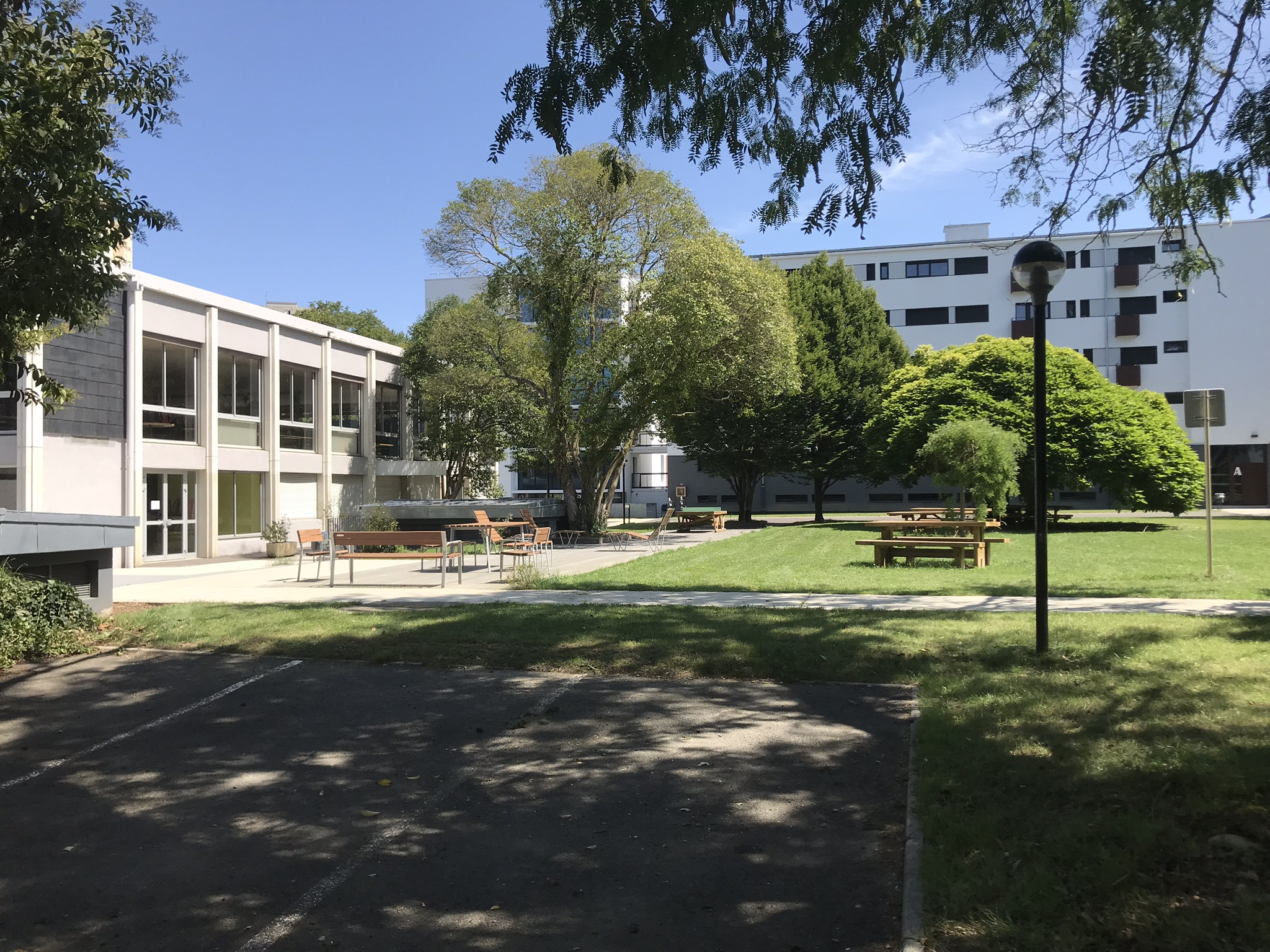
塔布大学城宿舍

塔布属于图卢兹学区。截止2017年1月1日，塔布境内共有15所幼儿园、17所小学、8所初级中学、7所普通高中、1所农业高中和5所职业高中，其中泰奥菲尔·戈捷高级中学（Lycée Théophile Gautier）提供大学校预科班。2018至2019学年度，塔布境内共有学生7892名。
在高等教育方面，国立塔布工程师学校是法国205所工程师大学校之一，塔布应用技术学院隶属于图卢兹第三大学，此外图卢兹第二大学、比利牛斯高等艺术学校和波城大学文学院均在塔布设有分校区。
塔布设有中国留学生学联 第一任学联副主席为 俞道明

### 医疗

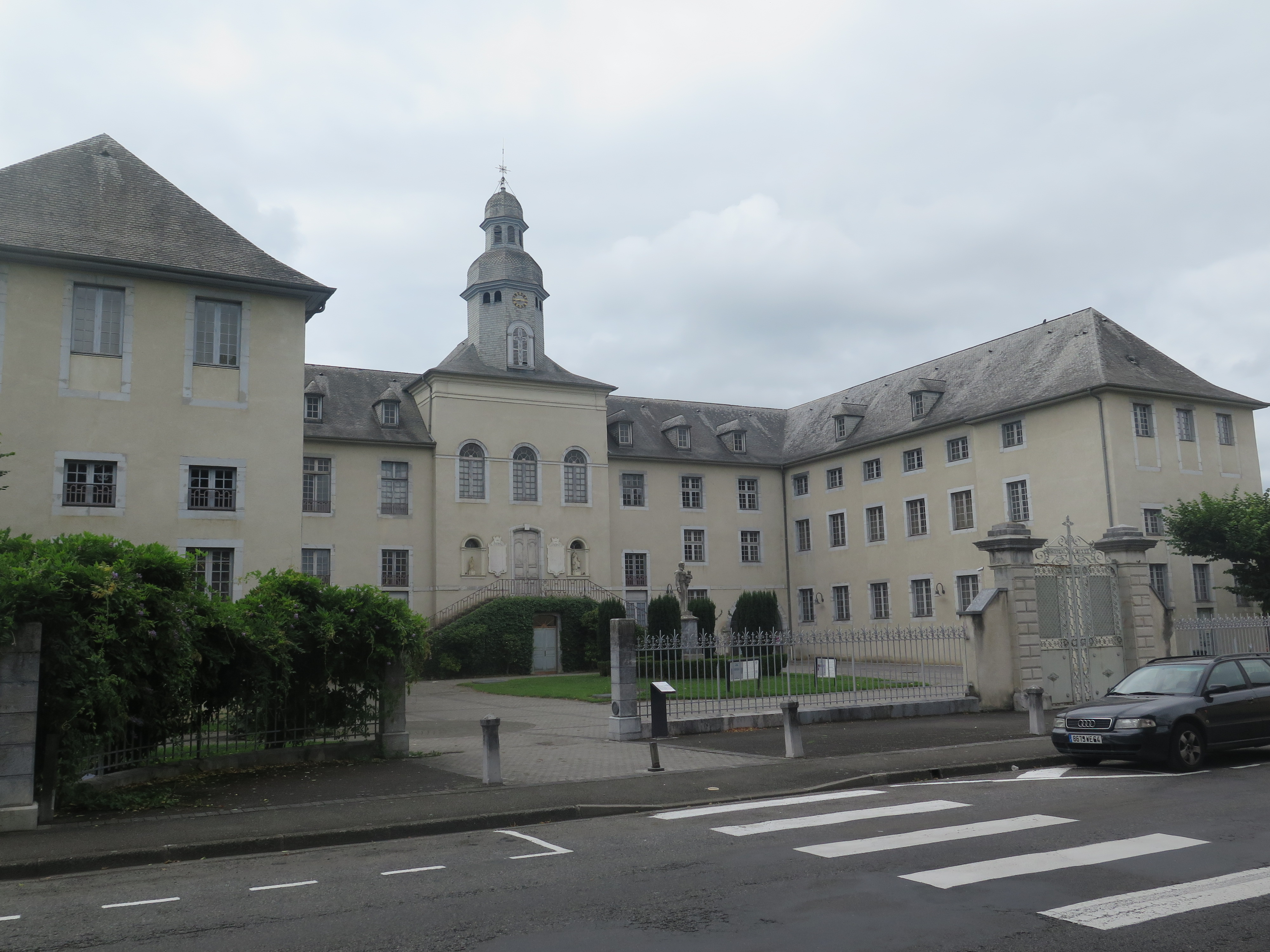
塔布中心医院

截止2017年1月1日，塔布境内共有全科医生50名、保健师75名、牙医57名、护士120名、耳科医生4名、眼科医生11名、皮肤科医生7名、助产士8名、儿科医生5名和妇科医生8名。境内共有药房26家，养老院5家，残疾人帮扶中心6家。
比戈尔中心医院（Centre Hospitalier de Bigorre）位于塔布市区西南部的热普街区，是当地规模最大的公立综合性医院。

### 住房

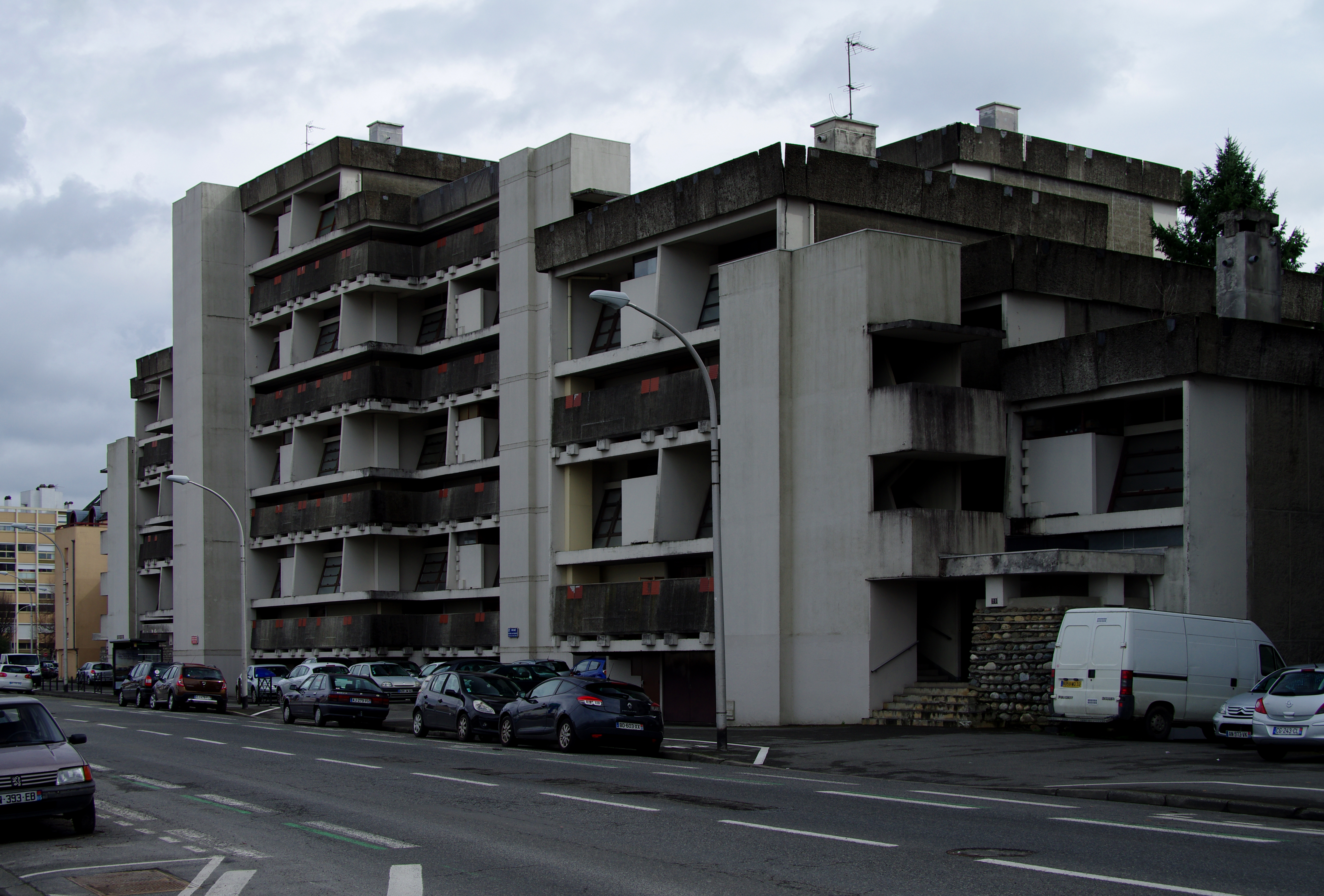
塔布的一处集中式建筑

2015年，塔布境内共有各类住房28,676套，其中80.1%为常住房屋。集中式居民区主要分布于市区东西两侧。

### 商业
2017年，塔布境内共有各类商铺3,100家，其中餐饮服务类1,361家。塔布市区西郊的伊博斯境内设有大型开放式商业街区。

### 体育

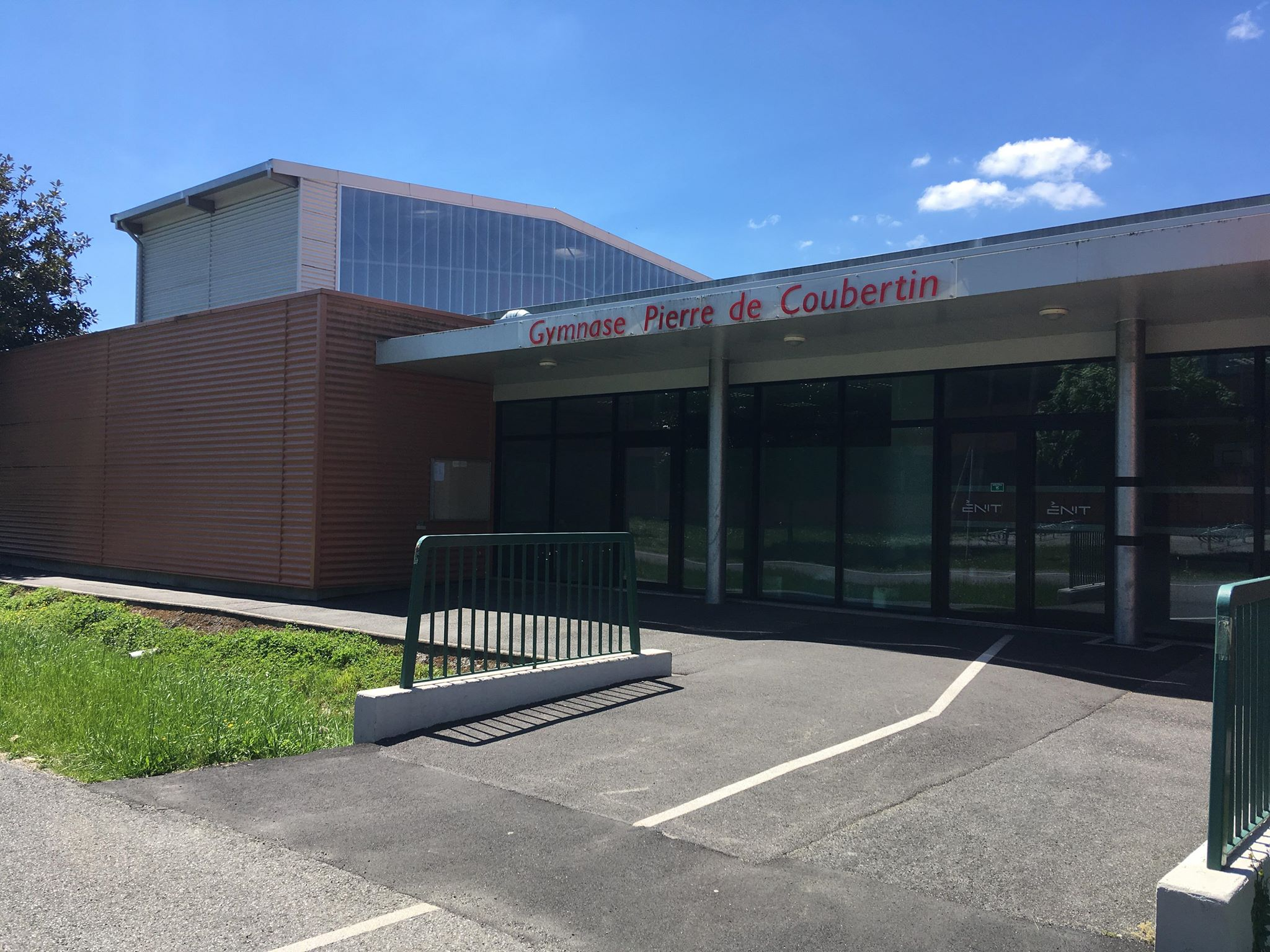
顾拜旦健身房

2017年，塔布境内共有4家游泳池、19间健身房、1座综合体育场、21处网球场、10处足球或橄榄球场以及14处篮球或排球场。
塔布-比利牛斯橄榄球俱乐部是当地的一支橄榄球俱乐部，2019至2020赛季参加法国第三级别的橄榄球联赛；塔布-比利牛斯足球俱乐部是当地的一支业余足球俱乐部，2019至2020赛季参加法国第五阶梯的足球联赛。两支球队的主场均为莫里斯-特雷吕体育场。

### 环境
塔布的环境事务由其所属的公共社区负责。2017年，塔布境内共有1污染企业。

### 治安
2014年，塔布及附近地区共发生各类案件4,558起，其中盗窃类案件2,925起，经济类案件600起，毒品交易类案件166起。法国第一跳伞-骡骑兵队和法国第35跳伞-炮兵队位于塔布境内。

## 文化

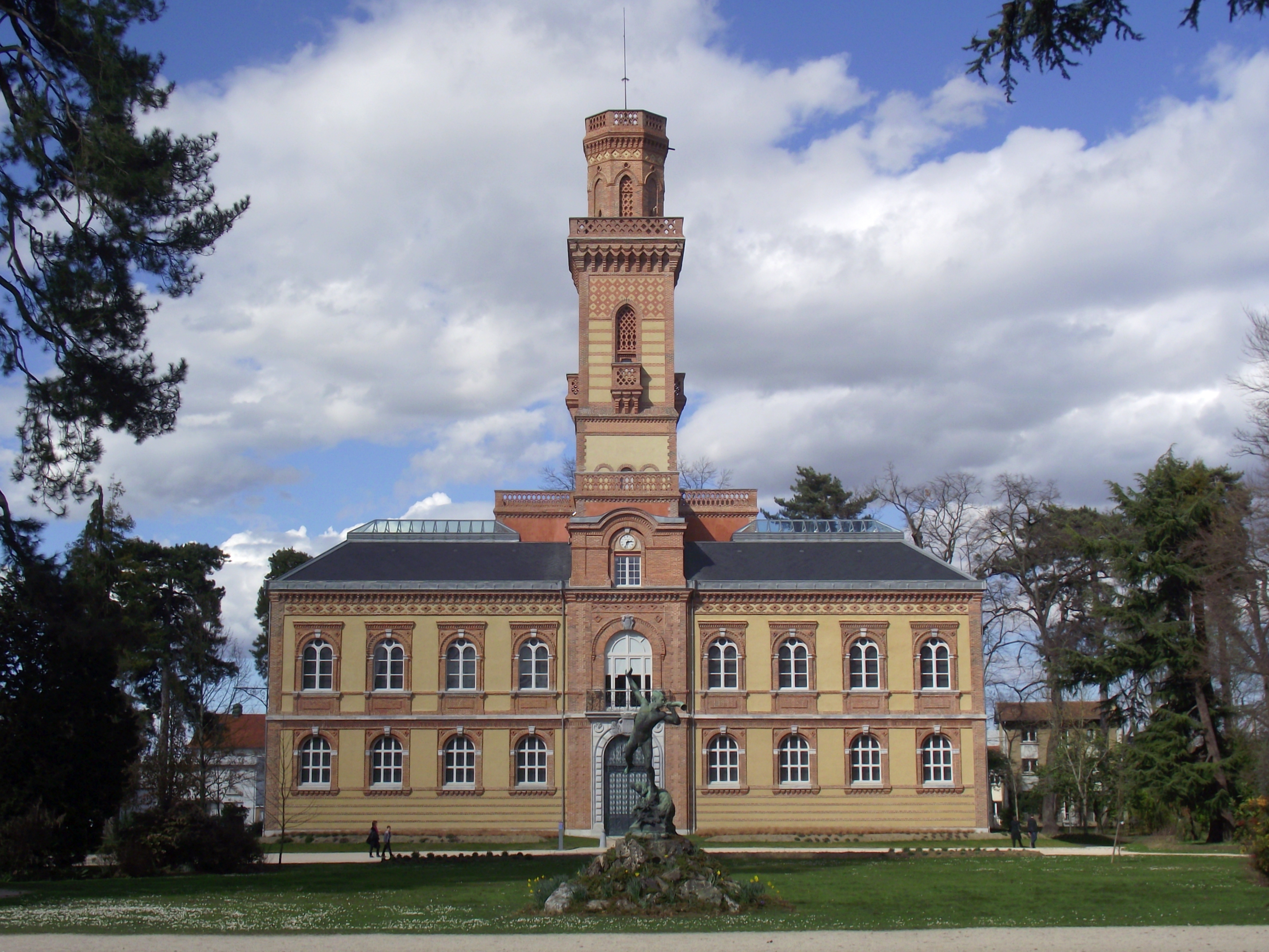
马塞博物馆

2017年，塔布境内共有2个剧场、1个电影院、1个博物馆和1个音乐厅。马塞博物馆开放于2012年，是当地重要的文化设施。

### 旅游
塔布是一个区域性的旅游城市，当地主要旅游景点包括塔布国家种马场和多处工业遗址。塔布同时也是前往卢尔德以及比利牛斯山多个滑雪场的中转站。2018年，塔布境内共有12个宾馆共计509间房间。

### 媒体
法国主要的媒体均可在塔布接收，法国电视三台下属的奥克西塔尼大区频道在部分时段播出塔布所属区域的地方新闻。《南部追寻》是法国南部的重要地方性报刊媒体，总部位于图卢兹，在塔布设有分支，负责整个上比利牛斯省的发行。

### 特产
塔布青豆是当地的代表性特产农作物，2000年起获得国家地理保护标志。此外，塔布附近也是马迪朗的主产地，属于法国西南葡萄酒产区。

## 友好城市
截至2020年2月，塔布共与以下两座城市互为友好城市关系：
- 西班牙 韦斯卡（1964年）[49]
- 德国 阿尔滕基兴（1972年）